# 오쿠데라 야스히코
오쿠데라 야스히코(일본어: 奥寺 康彦, 1952년 3월 12일, 아키타현 가즈노시)는 일본의 전 축구 선수이자 전 축구 지도자이다. 일본 축구 선수로는 최초로 유럽 리그에서 뛴 선수이며, 일본 축구 국가대표팀에서는 통산 32경기에 출전해, 9골을 기록했다.

## 국가대표팀 경력
그는 1972년 메르데카 국제축구대회에 참가할 일본 국가대표팀에 발탁되었으며, 7월 12일 크메르와의 경기에서 데뷔했다. 1986년 아시안 게임에도 출전했다. 그는 1987년까지 국제 A매치 통산 32경기에 출전, 9득점을 넣었다.

## 통계
| 일본 | 일본 | 일본 |
| 연도 | 출전 | 득점 |
| ---- | ---- | ---- |
| 1972 | 6    | 1    |
| 1973 | 0    | 0    |
| 1974 | 0    | 0    |
| 1975 | 5    | 0    |
| 1976 | 8    | 7    |
| 1977 | 4    | 0    |
| 1978 | 0    | 0    |
| 1979 | 0    | 0    |
| 1980 | 0    | 0    |
| 1981 | 0    | 0    |
| 1982 | 0    | 0    |
| 1983 | 0    | 0    |
| 1984 | 0    | 0    |
| 1985 | 0    | 0    |
| 1986 | 4    | 0    |
| 1987 | 5    | 1    |
| 통산 | 32   | 9    |

## 팀 수상 경력
- 일본 사커 리그 우승: 1976
- 분데스리가 우승: 1977-78
- DFB-포칼 우승: 1977-78
- 아시아 클럽 챔피언십 우승: 1986-87

## 같이 보기
- 차범근